# 拉隆格维尔
拉隆格维尔（法語：La Longueville，法語發音：[la lɔ̃ɡvil]）是法国上法蘭西大區北部省的一个市镇，位于该省东部，属于埃尔普河畔阿韦讷区。

## 地理
拉隆格维尔（50°17'21"N, 3°51'25"E）面积17.64 平方千米，位于法国上法蘭西大區北部省，该省份为法国最北部的省份及最长的省份，西北濒北海，西接加来海峡省，南至埃纳省和索姆省，东与比利时接壤。
与拉隆格维尔接壤的市镇（或旧市镇、城区）包括：泰尼耶尔叙翁、维约梅尼勒、欧迪尼、巴韦、费尼、戈尼绍塞、阿尔尼、洛基尼奥勒、凯维。

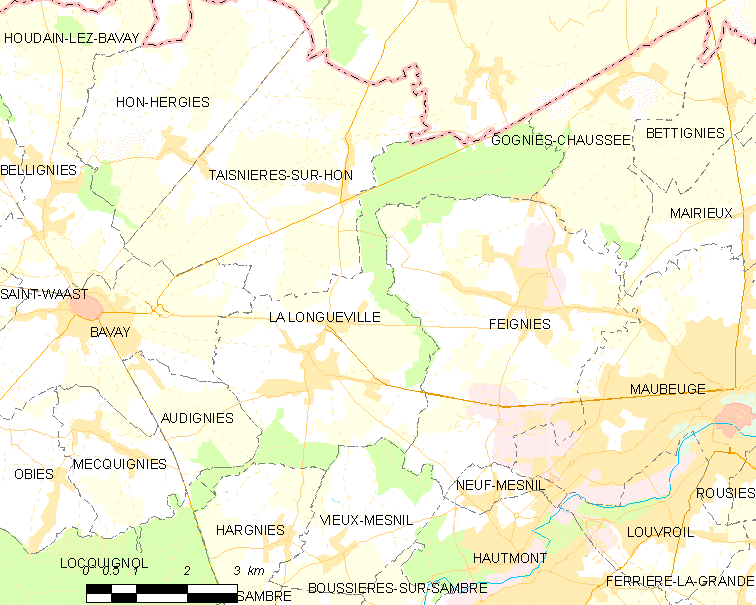
拉隆格维尔的OSM定位图

拉隆格维尔的时区为UTC+01:00、UTC+02:00（夏令时）。

## 行政
拉隆格维尔的邮政编码为59570，INSEE市镇编码为59357。

## 政治
拉隆格维尔所属的省级选区为欧努瓦-艾姆里县。

## 人口

1962-2008年间拉隆格维尔人口变化图示

拉隆格维尔于2022年1月1日时的人口数量为2061人。